# 김원균명칭 음악종합대학

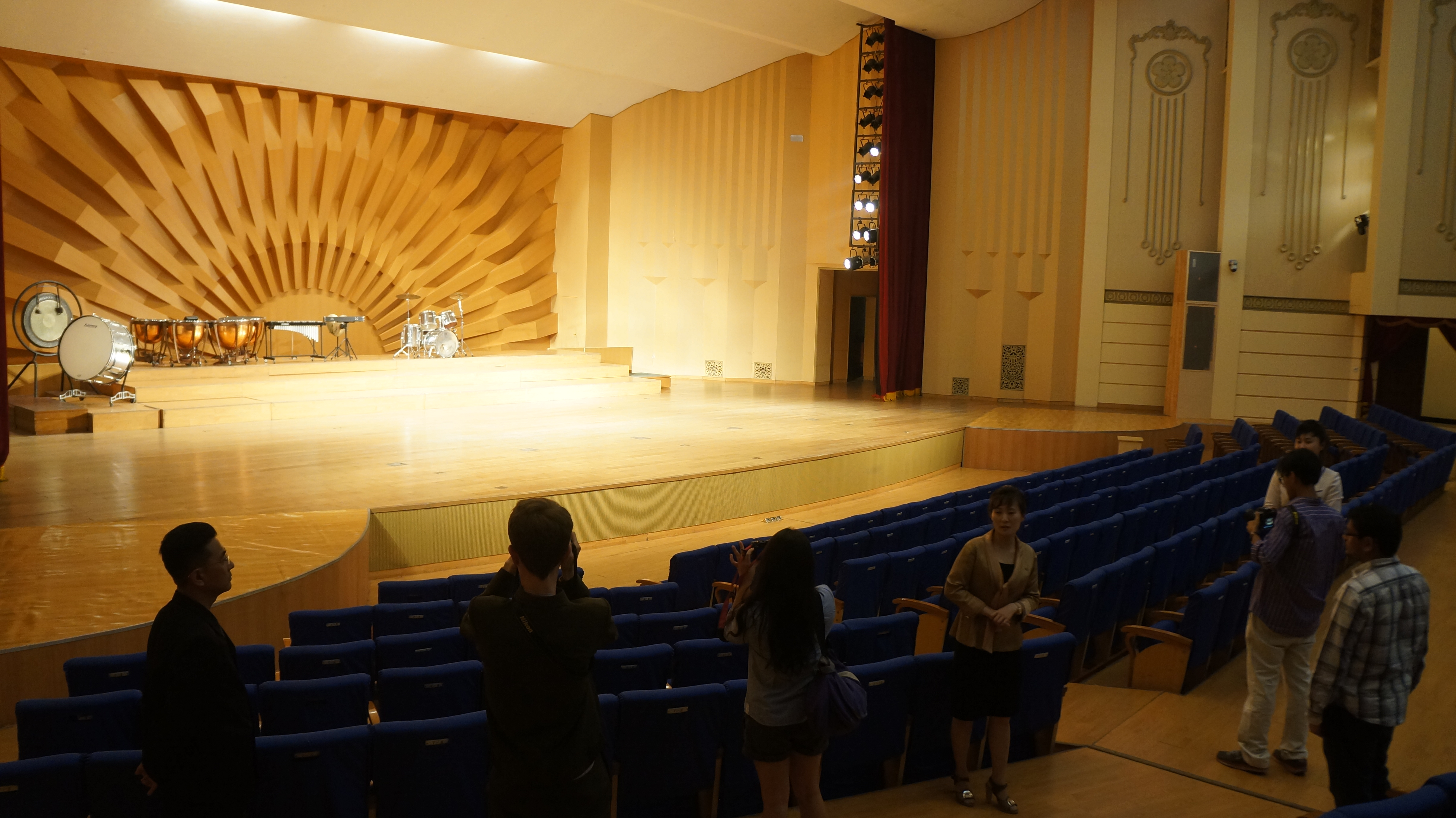
김원균명칭 음악종합대학 음악당

김원균명칭 음악종합대학(金元均名稱 音樂綜合大學)은 조선민주주의인민공화국의 평양직할시 대동강 문수구역에 있는 음악대학이며 학교의 이름은 작곡가 김원균의 이름을 붙인 것이다. 2015년 김원균명칭 평양음악대학에서 김원균명칭 음악종합대학으로 확대 개편되었다.

## 역사
1949년 3월 1일 내각결정 "대학제에 의한 국립음악학교 창설에 관한 결정"에 의해 창립된 ‘국립음악학교’로부터 출발하였다. 이후 1972년 2월 평양음악무용대학으로 개편되었으며, 2004년 5년제 전환과 함께 평양음악대학과 무용학원으로 분리됐다. 평양음악대학은 2006년 연건축 면적 4만 886m2 규모로 새롭게 신축 되었는데 9층 규모의 본 교사, 7층 규모의 전공교사, 보조청사, 기숙사 그리고 800석 규모의 음악당 등이 완공되면서 ‘김원균명칭 평양음악대학’으로 명명되었다.
2007년 2월 28일 제20차 남북장관급회담 대표단은 김원균명칭 평양음악대학을 참관하였는데, 북측 관계자는 김일성종합대학이나 김책공업종합대학과 달리 대학 이름에 '명칭'이 들어간 이유에 대해 "작곡가 김원균과 음악대학이 직접적으로 관련이 있기 때문"이라고 설명했다.
2015년 김원균명칭 평양음악대학에서 김원균명칭 음악종합대학으로 다시 확대 개편되었는데, 김원균명칭 평양음악대학을 모체로 하여 당시 평양음악학원을 김원균명칭 음악종합대학 평양제1음악학원으로 그리고 평양시 만경대구역의 예술영재 전문학교인 금성학원 예술반을 김원균명칭 음악종합대학 평양제2음악학원으로 흡수 편입하였다. 김원균명칭 음악종합대학 평양제2음악학원은 초급중학반(3년), 고급중학반(3년), 대학반(4년)으로 구성된다고 북측 매체는 보도하였다.

## 새 교사 완공
2006년에 평양 대동강 강변에 건물을 새로 지으면서  동시에 조선민주주의인민공화국 최고인민회의 상임위원회의 결정에 따라 평양음악대학에서 김원균명칭 평양음악대학으로 개칭되었다. 개칭의 이유는 주체음악에 큰 공을 세운 김원균을 기리기 위한 것으로, 최고인민회의 상임위원회는 "나라의 음악예술발전에 크게 공헌한 김원균동지의 이름을 달기로 했다"고 밝혔다.
이 대학의 신축은 대학 현대화 사업의 성과 중 하나이며, 국방위원장 김정일이 새 교사에 먼저 다녀갈 정도로 관심을 쏟았다. 강의실과 전공수업실, 연습실, 외국어수업실, 전자도서열람실, 컴퓨터 조종실, 체육실, 음악당, 기숙사 등으로 이루어져 있다. 교내에는 김원균의 동상이 세워져 있다.
음악당에는 60석, 83석, 300석 규모의 소강당이 3개가 있고 800석 규모의 대강당에는 중주연습실, 종합연습실, 음향조종실, 조명조종실, 영사실 등을 두루 갖추고 있다.

## 위상
북한 최고의 음악예술인 양성 기관이다. 북한에는 모두 12개의 음악대학(예술학원)이 있으며, 여기서 배출된 사람들은 대부분 그 지역사회의 예술계에서 활동하거나 때로는 평양에 진출하기도 하지만 현재의 김원균명칭 음악종합대학으로 개칭 이전인 평양음악무용대학 체제시에는 음악, 무용 분야의 전문가를 양성하는 핵심 기관으로 주요 공연예술인의 대부분이 이 대학 출신이다. 북한을 대표하는 예술대학으로 최고지도자의 관심도 높은 대학으로 2006년까지 김일성은 5차에 걸친 현지지도와 15차에 걸친 교시가 있었고, 김정일은 5차에 걸친 현지지도와 200여차의 ‘말씀’과 685여건의 ‘지시’가 있었다고 한다.

## 구성
5년제 학제의 성악학부, 민족기악학부, 양악기악학부, 작곡학부, 피아노학부, 악기제작학부 등 7개 학부로 나눠져 있으며 50여개의 강좌들, 부설 주체음악연구소를 두고 있다. 또한 800여명의 학생이 공부하고 있는 이곳은 일반 학생들뿐만 아니라 공훈배우 등의 재교육도 담당하고 있어 평생교육의 산실이라고 한다. 2015년의 확대 개편에 따라 김원균명칭 평양음악대학이 김원균명칭 음악종합대학으로, 당시 평양음악학원을 김원균명칭 음악종합대학 평양제1음악학원으로, 만경대구역의 금성학원 예술반을 김원균명칭 음악종합대학 평양제2음악학원으로 편입하였다.

## 악기제작학부 신설
민족악기를 비롯한 다양한 악기제작과 관련한 전문지식을 교육하고 있는 악기제작학부가 5년제 과정으로 2011년 신설되었다. 2학년까지는 악기제작을 위한 기초교육을 하고 3학년부터 전공분야(건반악기, 현악기, 목관악기, 금관악기, 타악기제작)를 교육하고 있다. 악기제작학, 악기음향학, 목재재료학, 금속재료학, 수학을 비롯하여 악기제작에 필요한 학과목들이 위주로 되어 있으며 또한 교육과정안에 따라 악기공장들에서 실습을 진행하고 있다. 학생들은 2013년과 2015년에 전국적 규모에서 진행된 평양악기전시회에서 연이어 최우수상을 받았는데 이들에 의해 과학적으로 제작된 가야금, 소해금, 바이올린, 장새납 등은 다른 단위들에서 내놓은 같은 악기들에 비해 소리가 크고 안정하며 울림이 매우 풍부하다는 것이 심사원들과 전문가들의 한결같은 평가였다고 북측 매체는 보도했다.

## 주요 출신인물
김정일의 네번째 아내 고용희, 작곡가 리종오, 카라얀 콩쿠르에 입상한 지휘자 김일진, 조선민주주의인민공화국 최초의 여성 지휘자 조정림, 조선말대백과사전에 이름이 등재된 피아니스트 민병만이 이 학교를 졸업하는 등 조선민주주의인민공화국의 유명 음악가를 다수 배출했다. 또한 인민예술가들인 허재복, 리종오, 리학범, 성동춘, 우정희, 안정호, 인민배우들인 백고산, 김옥선, 전우봉, 손대원, 렴청 그리고 국제성악콩클에서 1등을 차지한 리향숙, 김기영, 황은미를 비롯하여 국내외 경연무대들에서 이름을 떨치는 많은 창작가, 예술인들을 키워냈다.
대한민국에는 한국전 당시 월남한 송해(宋海, 본명: 송복희, 한국 한자: 宋福熙, 대한민국의 가수이자 방송인)가 있다.

## 같이 보기
- 조선민주주의인민공화국의 대학 목록